# PILOT
PILOT (Programmed Inquiry, Language Or Teaching) wurde 1962 bei IBM entwickelt. PILOT ist eine IEEE-Standard Programmiersprache unter der Bezeichnung IEEE Std. 1154-1991, die für den Bereich Computer Assisted Instruction benutzt wurde.

## Syntax
Eine Zeile Pilot-Programmtext enthält von links nach rechts die folgenden Elemente:
- (optional): eine Sprungmarke
- Die Angabe eines Befehls (nur ein Buchstabe)
- (optional) ein Y für yes oder ein N für no.
- (optional): Die Angabe einer Bedingung in Klammern
- ein Doppelpunkt („:“)
- einen oder mehrere Operanden.

Eine Sprungmarke beginnt mit einem Stern gefolgt von einem Buchstaben und Zahlen.